# Плетена річка

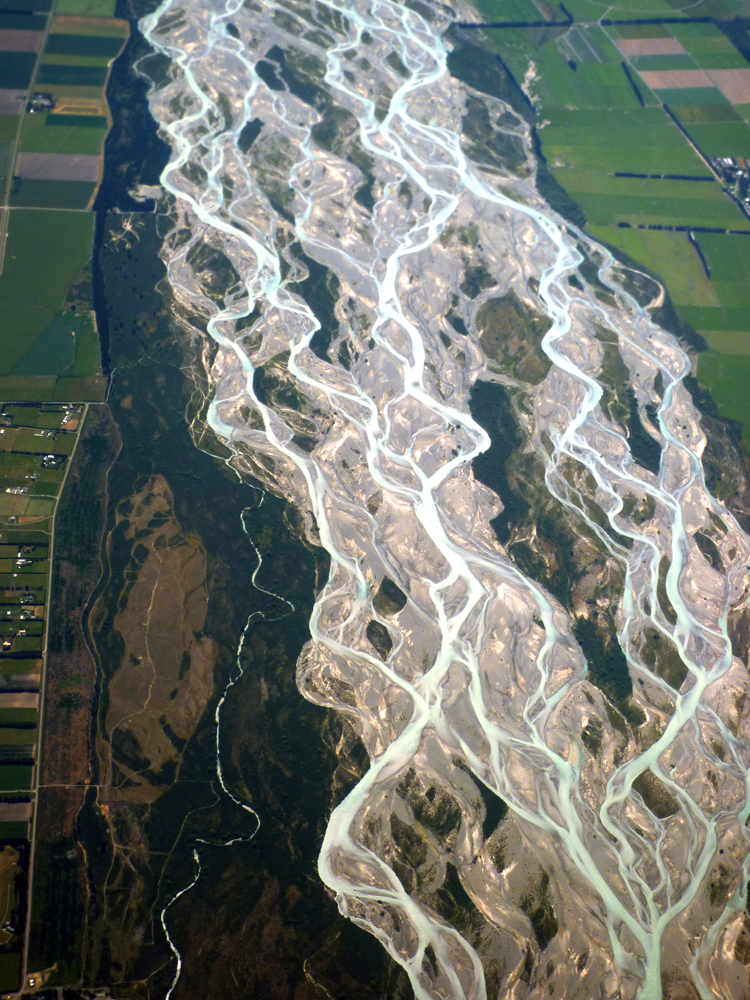
Річка Ракая на Південному острові Нової Зеландії плетена на більшій частині свого течії

Плетена річка, або плетений канал (англ. Braided river) — тип руслових процесів утворення мережі річкових каналів, розділених невеликими, часто тимчасовими, острівцями, які називаються плетеними барами або, в англійській мові, aits або eyots.
Плетені потоки, як правило, зустрічаються в річках з високим вмістом наносів або їх грубозернистістю, а також у річках з крутішими схилами, ніж типові річки з прямим або звивистим руслом. Вони пов'язані також з річками з швидкою і частою зміною кількості води, що переноситься ними, тобто з «бурхливими» річками і з річками зі слабко укріпленими берегами.
Плетені канали зустрічаються в різноманітних середовищах по всьому світу, включаючи гравійні гірські потоки, річки з піщаним руслом, на алювіальних віялах, в дельтах річок і рівнинних осадонакопиченнях.

## Опис
Плетена річка складається з мережі множинних мілководних русел, які розходяться і з'єднуються навколо ефемерних плетених барів. Це надає річці вигадливу схожість із переплетеними пасмами коси. Плетені бари, також відомі як руслові перемички, острівні розгалуження, або острови, що зрослися, зазвичай нестабільні і можуть бути повністю покриті водою під час повені. Протоки та руслові перемички, як правило, дуже рухливі, при цьому планування річки часто значно змінюється під час повені. Коли острівці, що розділяють канали, стабілізуються рослинністю, так що вони стають більш постійними утвореннями, їх іноді називають аїтами або ейотами.
Плетена річка відрізняється від звивистої меандрової річки, тим що остання має єдине звивисте русло. Вона також відрізняється від анастомозуючої річки. Анастомозуючі річки подібні до плетених річок тим, що вони складаються з кількох переплетених русел. Проте анастомозуючі річки складаються з напівпостійних русел, які розділені заплавою, а не руслами. Ці канали можуть бути сплетені.

## Формування

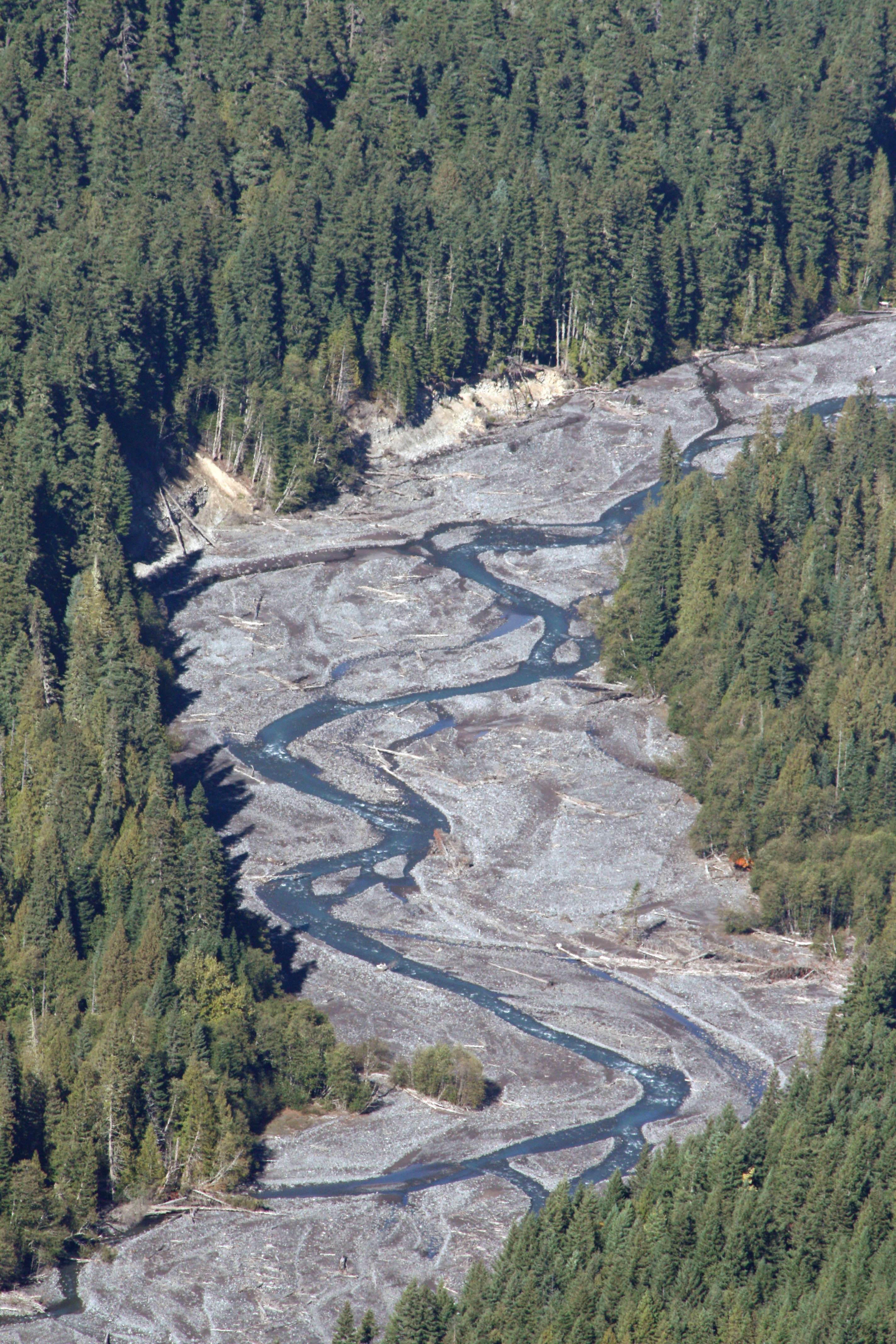
в американському штаті Вашингтон транспортує значну кількість відкладень з на горі Реньє, молодого вулкана, схили якого швидко розмиваються.

Фізичні процеси, які визначають, чи буде річка плетеною або звивистою, до кінця не вивчені. Однак існує поширена думка, що річка стає плетеною, коли вона несе велику кількість наносів
Експерименти з жолобами свідчать про те, що річка стає плетеною, коли досягається пороговий рівень навантаження наносів або похил русла. У часових масштабах, достатніх для еволюції річки, постійне збільшення наносів збільшує похил русла річки, так що зміна похилу еквівалентна змінам наносів, за умови, що кількість води, яку переносить річка, є без змін. Експериментально визначено, що пороговий похил становить 0,0049 (метри/метр) для потоку 0,0042 м³/с із погано відсортованим крупним піском. Будь-який похил вище за цей поріг створював плетений потік, а будь-який похил нижче за поріг створював звивистий потік або — для дуже малого похилу — пряме русло. Також важливим для розвитку русла є співвідношення зважених наносів (завислих) до донних наносів. Збільшення кількості зважених наносів дозволяє відкласти дрібнодисперсний стійкий до ерозії матеріал на внутрішній стороні кривої русла, що підкреслювало криву і в деяких випадках викликало зміну профілю русла річки з плетеного на звивистий.
Ці експериментальні результати були виражені у формулах, які пов'язують критичний похил русла для утворення плетеної річки з витратою води і розміром зерна. Чим більша витрата води, тим менший необхідний критичний похил, тоді як при більшому розмірі зерна необхідний більший критичний похил. Однак ці процеси дають лише неповну картину, а цифрове моделювання стає все більш важливим для розуміння утворення плетених річок.
Аградація (чисте відкладення наносів) сприяє утворенню плетених річок, але не є суттєвою. Наприклад, річки Ракайя і Ваїтакі в Новій Зеландії не піддаються аградації через відступ берегової лінії, але, тим не менш, є плетеними річками. Змінна витрата води також була визначена як важливий процес в утворенні плетених річок, але це, можливо, пов'язано насамперед із тенденцією частих повеней до зменшення берегової рослинності та дестабілізації берегів, а не через те, що змінна витрата води є важливою умовою формування плетених річок.
Моделювання процесів утворення плетених річок свідчать про те, що транспортування наносу (переміщення частинок наносів шляхом перекочування або сальтації вздовж дна річки) є суттєвим для утворення плетених річок із чистою ерозією відкладень при розгалужені русла та чистим осадженням при злитті. Плетіння достовірно відтворюється при моделюванні щоразу, коли бічне обмеження потоку незначне, при транспортуванні значної частини наносів. Плетіння не спостерігається при моделюванні екстремальних випадків чистого розмивання (коли практично не відбувається осадження), що утворює дренажну систему, або когезійних відкладень без транспортування донних наносів. А меандри повноцінно розвиваються лише тоді, коли береги річки достатньо стабілізовані, щоб обмежити бічний потік. Збільшення завислих наносів відносно донних, дозволяє відкладати тонкодисперсний матеріал, стійкий до ерозії, на внутрішній стороні кривої русла, що підкреслює криву, а в деяких випадках призводить до того, що річка змінюється з плетеного типу на звивистий. Потік з такими ерозійно-стійкими берегами, утворюватиме вузькі глибокі звивисті русла, тоді як потік із з сильно схильними до ерозії берегами утворюватиме широкі неглибокі русла, що запобігає спіральному потоку води, необхідному для виникнення звивистого русла, і призводить до утворення плетених русел.

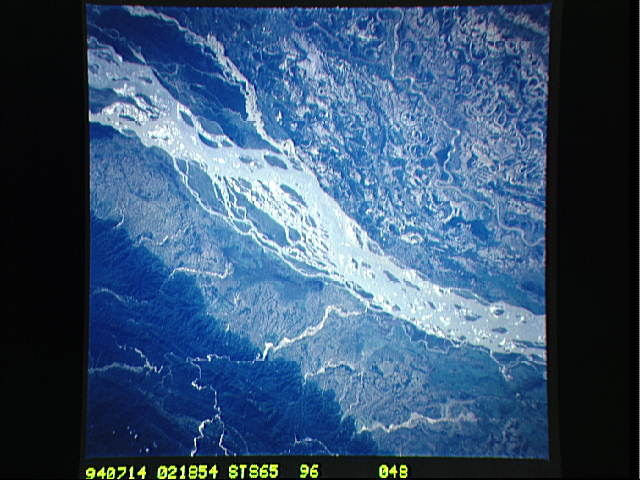
Вид на річку Брахмапутра з космічного корабля

## Приклади

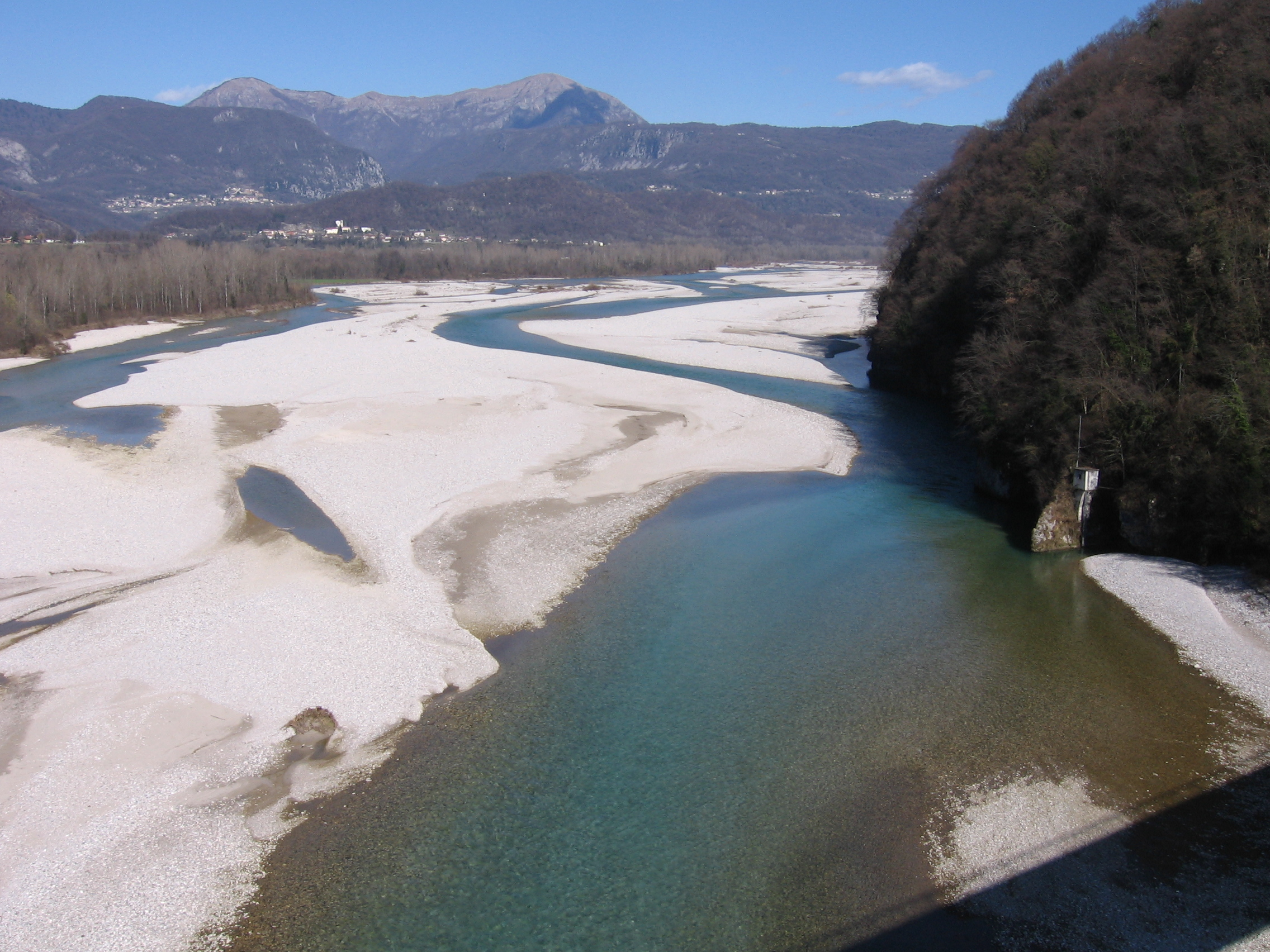
Вид на річку Тальяменто з мосту Пізано

Плетені річки зустрічаються в багатьох середовищах, але найбільш поширені в широких долинах, пов'язаних з гірськими районами або їх передгір'ями, або в районах грубозернистих відкладень і обмеженого проростання рослинності біля берегів річок. Вони також зустрічаються на річкових (з переважанням струмків) алювіальних конусах виносу. Широкі плетені річкові системи зустрічаються на Алясці, Канаді, Південному острові Нової Зеландії та Гімалаях, в районах які містять молоді гори, що швидко розмиваються.
- Величезна річка Брахмапутра — Джамуна в Азії є класичним прикладом плетеної річки[19].
- Яскравим прикладом великого плетеного потоку на території Сполучених Штатів є річка Платт у центральній і західній частині штату Небраска[20]. Плетені річки «платтового типу» характеризуються великою кількістю язикових (язикоподібних) барханних і дюнних відкладень[21].
- Річка Скотт на півдні Аляски є типом плетених льодовикових річок, що характеризуються поздовжніми гравійними смугами та піщаними лінзами, що відкладаються в розмивах під час високої води[21].
- Річка Доньєк на Юконі (Канада) є типом плетених річок, що демонструють повторювані цикли осадження з більш дрібними відкладеннями у верхній частині кожного циклу[21].
- Біжу-Крік у штаті Колорадо — це тип плетених річок, що характеризуються шаруватими відкладеннями піску, що утворюються під час повені[21].
- Частина нижньої течії річки Хуанхе (КНР) набуває плетеної форми[22].
- Конгломерат Сівані, пенсільванський грубий піщаник і конгломерат[23], що знаходиться на плато Камберленд[en] поблизу Південного університету («Севані: Університет Півдня»), можливо, був відкладений стародавньою плетеною та звивистою річкою, яка колись існувала на сході Сполучених Штатів.[24] Інші інтерпретації виникнення середовища відкладень для цього геологічного утворення, як припливну дельту[25].
- Тальяменто в Італії є прикладом плетеної гравійним руслом річки.[26]
- П'яве, також в Італії, є прикладом річки, яка через втручання людини переходить від плетеної до звивистої.[27]
- Річка Ваймакарірі в Новій Зеландії є прикладом плетеної річки з великою заплавою[28].

## Галерея

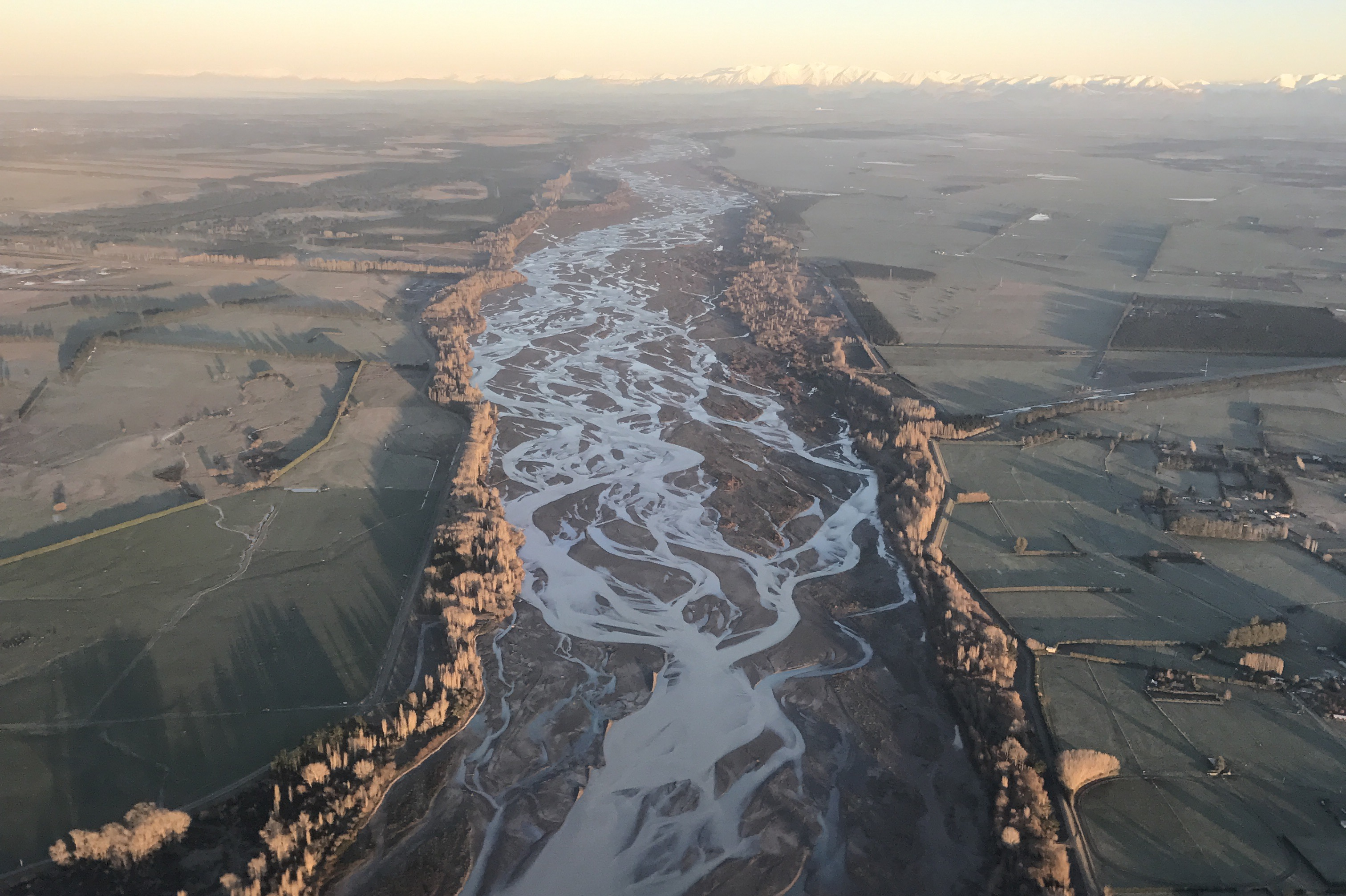
Річка Ваймакарірі з Південними Альпами на задньому плані, Кентербері, Нова Зеландія
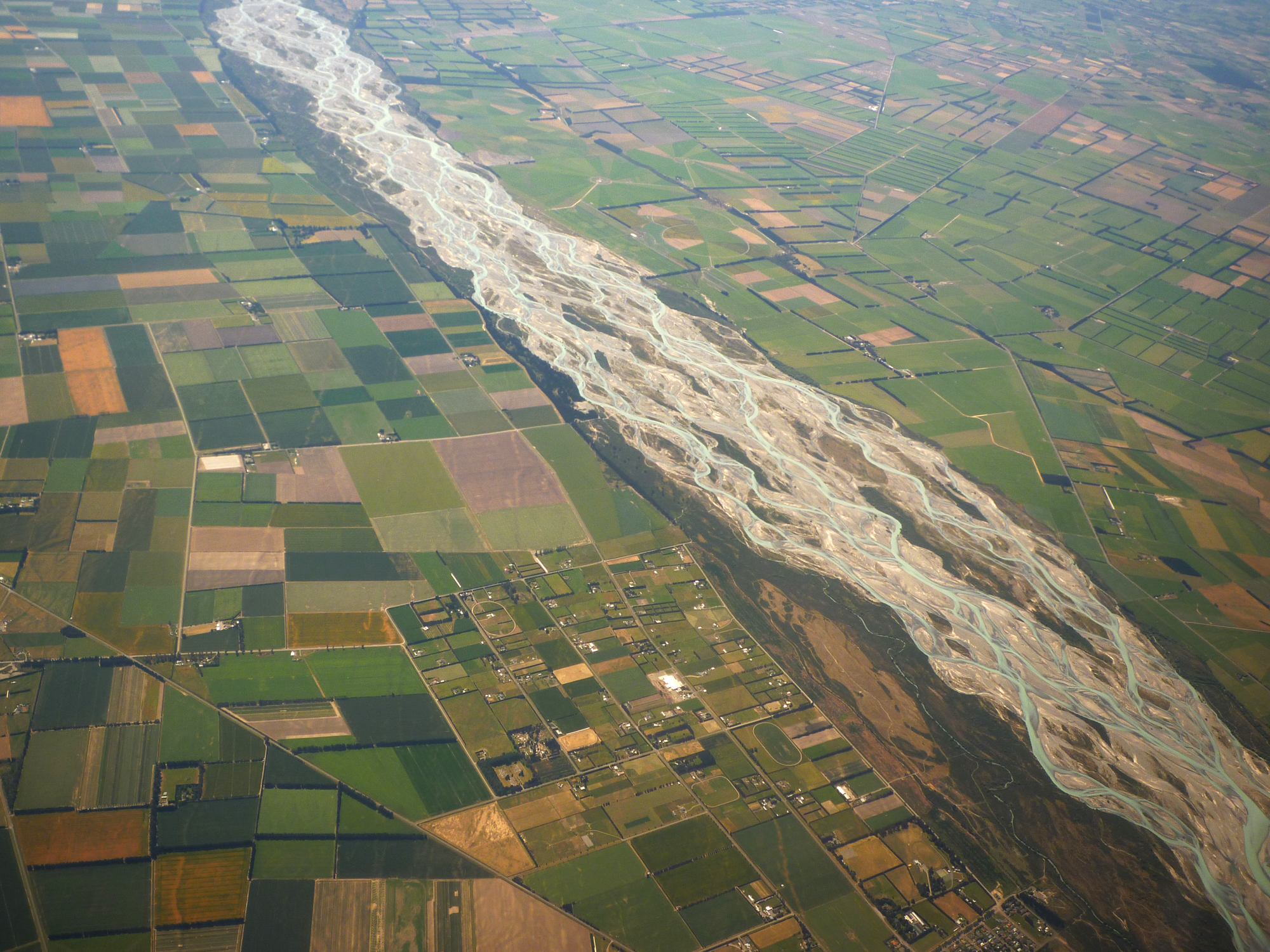
Ракая(інші мови), Південний острів, Нова Зеландія
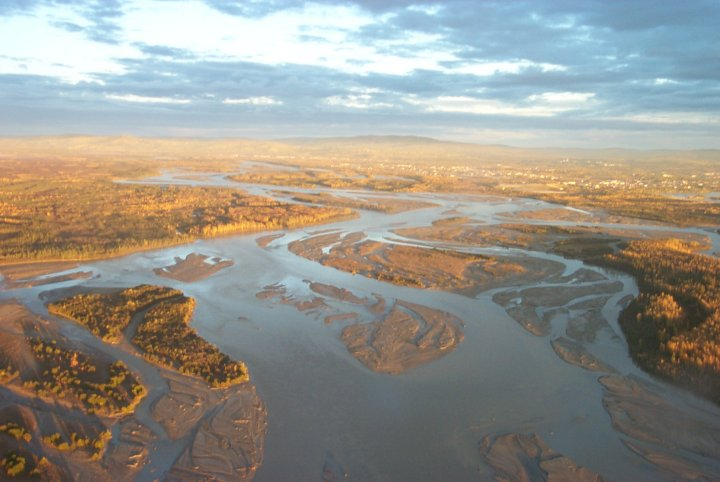
Річка Танана, Фербенкс, Аляска, США
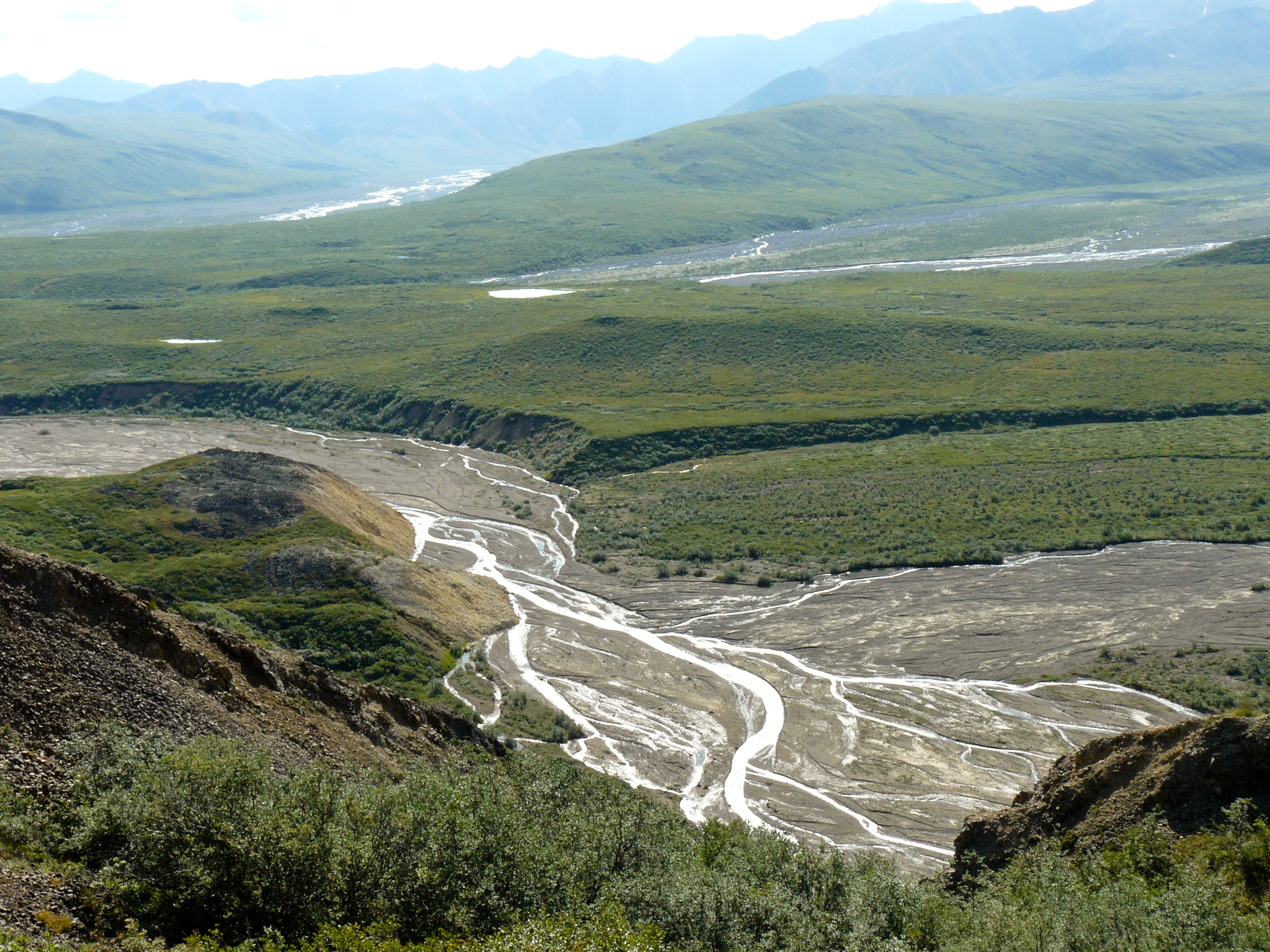
Річка Токлат, національний парк і заповідник Денали, Аляска, США
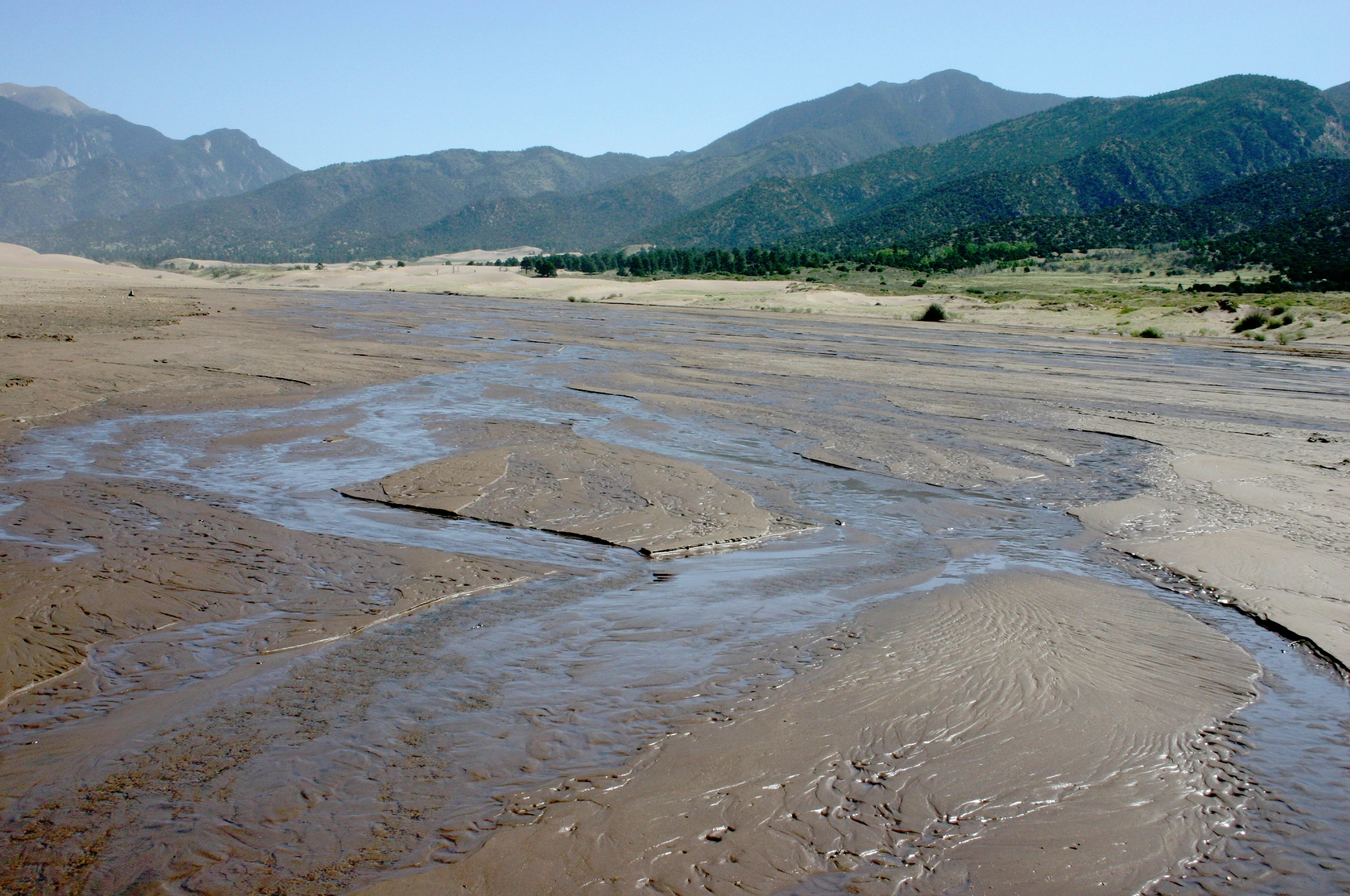
Медано-Крік, Національний парк і заповідник Великі піщані дюни, Колорадо, США